# The Soundlovers
The Soundlovers – włoski projekt muzyczny tworzący muzykę eurodance. The Soundlovers powstał w 1996 roku. Zespół tworzyli: DJ Molella, Phil Jay, Roberto Santini (producenci), Natahlie Aarts (wokal) oraz German Leguizamon (taniec, wokal).
W 1996 roku zespół wydał debiutancki singiel „Run A Way”. Kolejne single „People” i „Another Day” zostały wydane rok później.
W 1998 roku został wydany singel „Surrender”, który przez cztery tygodnie zajmował pierwsze miejsce na Italian Dance Charts. „Surrender” trafiło także na Italian Sales Charts, gdzie przez dwa miesiące znajdowało się w top 10.
W latach 2004–2006 projekt The Soundlovers był zawieszony.

## Dyskografia

### Albumy studyjne
- People (1997)

### Albumy kompilacyjne
- Amber / Amber / The Soundlovers / A.K. Soul Feat. Jocelyn Brown – Club Classics 39 (12", Comp) (2001)
- 96-03 The Album (2003)
- Club Stars 2004 (2004)

### Single
- „Run A Way” (1996)
- „Another Day” (1997)
- „People” (1997)
- „Surrender” (1998)
- „Walking” (1999)
- „Mirando El Mar” (1999)
- „Wonderful Life” (2000)
- „Living In Your Head” (2000)
- „Abracadabra” (2000)
- „ATC / The Soundlovers – Around the World (La La La La La) / Walking (12", Promo)” (2000)
- „Angels 4 Children, Regina, The Soundlovers, Carolina Marquez – It's Christmas” (2001)
- „Flow” (2002)
- „We Wanna Party” (2002)
- „Hyperfolk” (2003)
- „Shake Your Ass” (2004)
- „I'm Not Scared/Can't Stop Dancing” (2007)
- „Run-away Remix 2008” (2008)
- „My Body and Soul” (2008)
- „Be My Man” (2013)

### German  Leguizamon
- 2010 - Lentamente (Rescue the frog) (Hounted House featuring)(https://www.youtube.com/watch?v=VdThJSI9qVY)
- 2016 - Myself again (Lady Shamiira deejay Featuring)(https://www.youtube.com/watch?v=_dYdZtS5T30)
- 2016 - Patupa - Brasil (sin soja) Feat German.
- 2017 - Alex Phratz & Wave Dave - Abrazame (hasta que vuelva) Feat. German Leguizamon https://www.youtube.com/watch?v=QTqGMcQQkZM
- 2017 - Alex Phratz & Wave Dave - Everybody Dance Feat. German Leguizamon & Gemini (https://www.youtube.com/watch?v=Th_pPHhHuMY)
- 2017 - ELIOS Feat. German Leguizamon - Amor y sexo.https://www.youtube.com/watch?v=-pH8dSqohNM
- 2017 - MF &DJ Strauss Feat. German Leguizamon - Energía para Amar https://www.youtube.com/watch?v=u4E7PtocUIM
- 2018 - DJ Strauss & Marco Ferracini Feat, German Leguizamon - El sueño prohibido (https://www.youtube.com/watch?v=2fVnp4OiD3k)
- 2018 - Houseways Feat. German Leguizamon - El sueño equivocado. https://www.youtube.com/watch?v=TSCHHVpWzI4
- 2018 - Dj Gas Feat. German Leguizamon - Un Motor En El Motor (https://www.youtube.com/watch?v=_uU218ztAzs)
- 2018 - Tony Magik Feat, German Leguizamon - VIEJOS RITOS (https://www.youtube.com/watch?v=I99VR09Z7kU&t=0s&list=OLAK5uy_mn6XugZ3svspvga00_C-  137m2VrY813rI&index=2)
- 2018 - Luca Arienti Feat. German Leguizamon - Porque el amor (https://www.youtube.com/watch?v=TN-pyNe5DVA)